# Deutsche Ostseeterminal

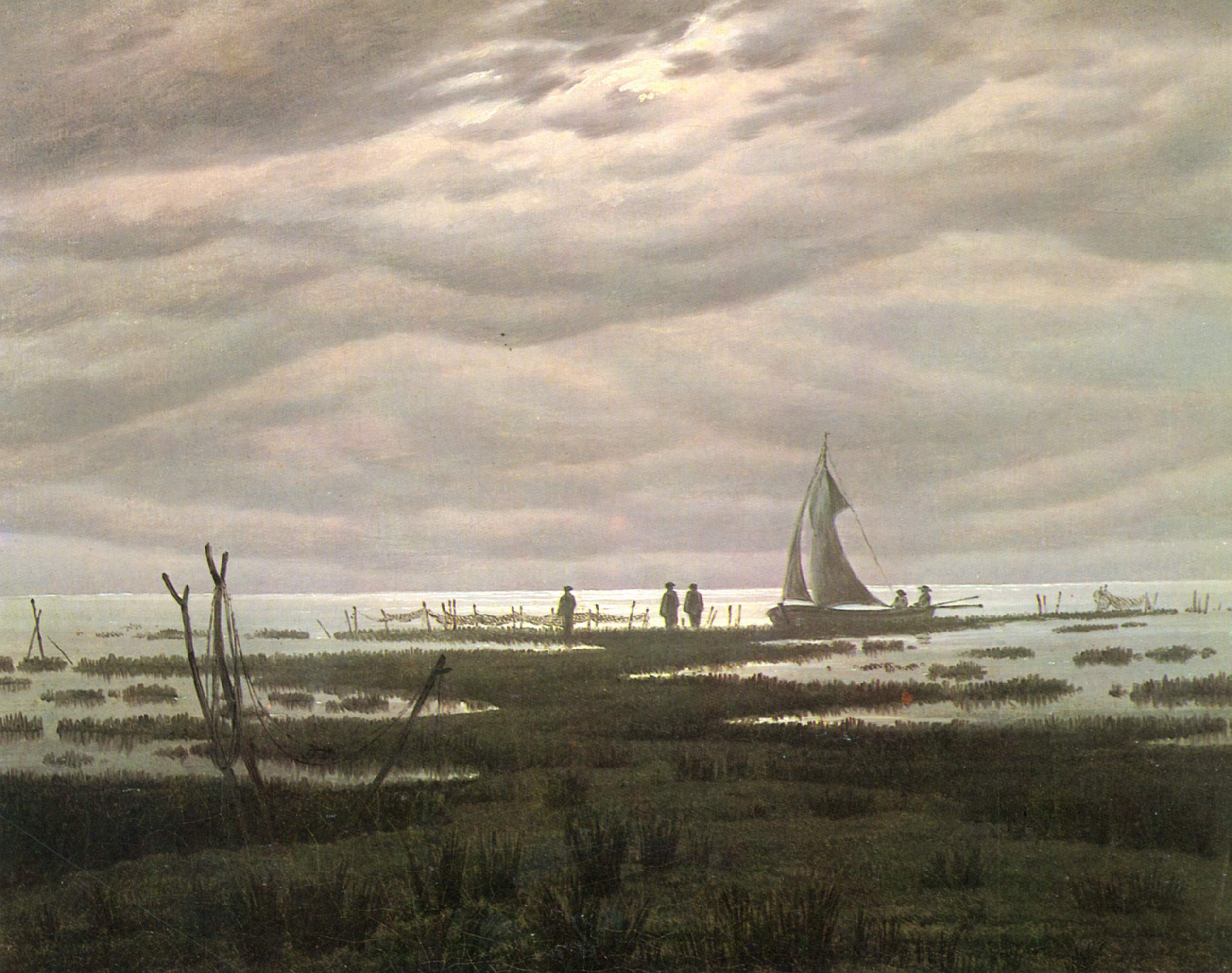
Flachlandschaft am Greifswalder Bodden av Caspar David Friedrich, omkring 1830-1834

Deutsche Ostseeterminal är en tysk flytande LNG-terminal utanför hamnen i Lubmin i Mecklenburg-Vorpommern. Driftsättning med import av flytande naturgas (LNG) med en första anläggning är planerad till årsskiftet 2022/2023.[uppföljning saknas] Upp till 4,5 miljarder kubikmeter gas ska matas in i det tyska gasledningsnätet via terminalen varje år. Projektets första etapp drivs av företaget Deutsche ReGas GmbH & Co i Lubmin. 
Eftersom stora gastankfartyg inte kan anlöpa hamnen i Lubmin på grund av den grunda bukten Greifswalder Bodden med ett medeldjup på  5,6 meter och djupast 13,5 meter, planeras byggandet av en flytande importterminal baserad på en flytande LNG-terminal utanför i havet. Från denna ska gasen ledas till fastlandet vid Lubmin i en cirka 40 kilometer lång rörledning och matas in i transmissionsnätet. 
Deutsche ReGas har chartrat RFSU Neptune från det franska energibolaget Total Energies SA. RFSU Neptune ägs av Höegh LNG (50%), Mitsui:s MOL (48,5%) och Tokyo LNG Tanker (1,5%).
Dessutom planeras med statliga medel en andra flytande LNG-terminal med idrifttagning senare under 2023.[uppföljning saknas] Tyska regeringen har chartrat flytande LNG-terminaler från grekiska rederiet Dynagas, varav en kan användas för detta.

## Bakgrund
Före Rysslands invasion av Ukraina 2022, importerade Tyskland ungefär hälften av sin förbrukning av naturgas från Ryssland. Landet hade vid denna tidpunkt ingen importterminal för flytande naturgas. Importen av rysk gas ströps efter hand under året, och den tyska förbundsregeringen tog initiativ till en kraftig utbyggnad av importkapaciteten av naturgas genom anläggande av flytande LNG-terminaler. Under senare delen av 2022 hade projekt igångsatts för sex flytande LNG-terminaler, varav två i Wilhelmshaven, två i Deutsche Ostseeterminal, en i Brunsbüttel samt en i Stade.